# Tamasesia
Tamasesia là một chi nhện trong họ Mysmenidae.